# Kościół Trójcy Świętej w Olszanach
Kościół pw. Świętej Trójcy w Olszanach – zabytkowy kościół parafialny w Olszany (powiat świdnicki) w diecezji świdnickiej.
Kościół pierwotnie wzmiankowany w 1239, pod koniec XIV w. wczesnogotycki, gruntownie przebudowany w 1552 na renesansowy. Kolejna przebudowa miała miejsce w XIX w. Na murach renesansowe epitafia z lat 1587–1655 przedstawicieli szlacheckich rodów: Heinricha von Hoberg und Fürstenstein auf Oelse (1564-1613), jego żony Evy von Czettritz (1565-1587) i córki Evy von Hoberg (zm. 1601), Joachima Gelhorn (1573-1629) oraz Hansa von Nimptsch (1585-1651) i jego żony Barbary von Falkenhayn (1587-1649).

## Herby z epitafiów

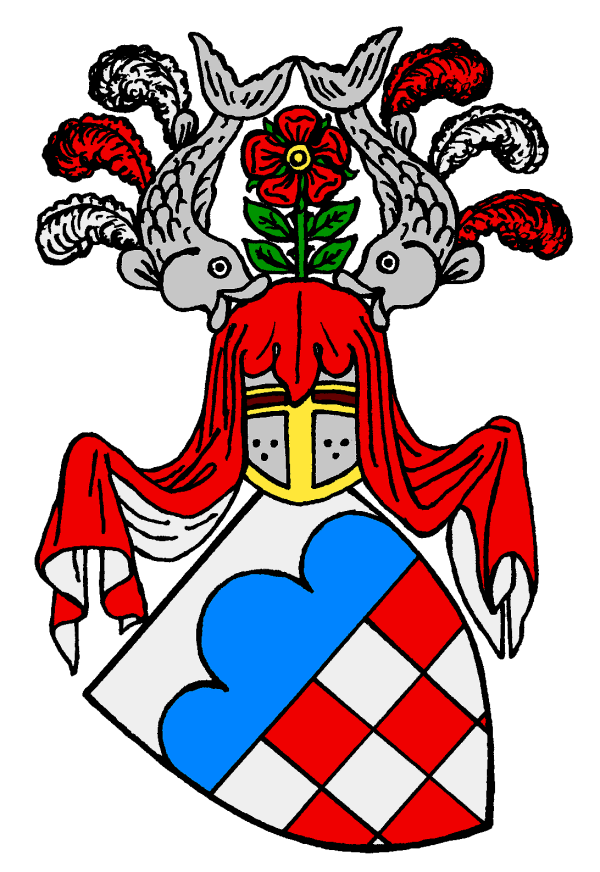
Hoberg (Hochberg)
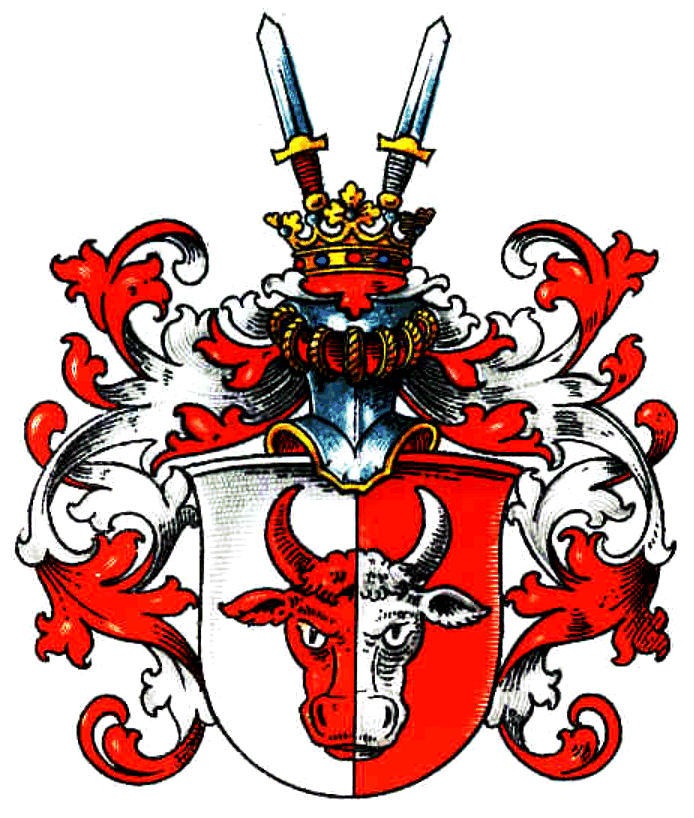
Czettritz
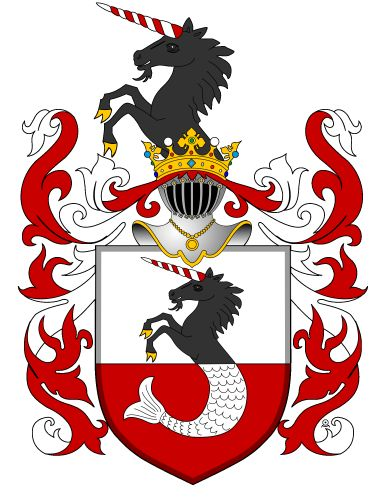
Nimptsch
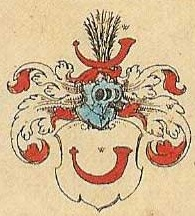
Falkenhayn
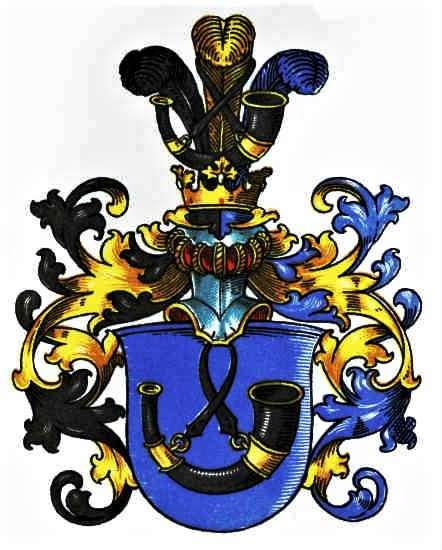
Gelhorn